# Peter Bager (militär)
Ernst Hans Peter Bager, född 6 maj 1955 i Degerfors församling i Västerbottens län, är en svensk militär.

## Biografi
Bager avlade sjöofficersexamen vid Sjökrigsskolan 1978 och utnämndes samma år till löjtnant i flottan. Han gick Ytattackkursen vid Vapenofficersskolan 1979 och befordrades till kapten 1981. Han gick Allmänna kursen vid Militärhögskolan 1984–1985 och befordrades till örlogskapten 1986. Under 1980-talet tjänstgjorde han på jagare, torpedbåtar och robotbåtar. Åren 1987–1991 var han fartygschef på robotbåt, varefter han gick Högre tekniska kursen vid Militärhögskolan 1991–1993. Han var stabschef vid 2. ytstridsflottiljen 1994–1996 och befordrades till kommendörkapten 1995. Därefter tjänstgjorde han vid Militära underrättelse- och säkerhetstjänsten 1996–1997, befordrades till kommendörkapten med särskild tjänsteställning 1997 och var divisionschef vid 20. korvettdivisionen 1997–1998. Han var sektionschef i Grundorganisationsledningen vid Högkvarteret 1999–2000 och chef för Sjöstridsavdelningen vid Högkvarteret 2000–2002.
År 2002 befordrades han till kommendör, varefter han var chef för 2. ytstridsflottiljen 2002–2004. Han var chef för Materielanskaffningsavdelningen i Krigsförbandsledningen vid Högkvarteret 2004–2005, chef för Genomförandeavdelningen, materiel i Produktionsstaben vid Högkvarteret 2005–2007 och chef för Materielavdelningen i Produktionsledningen från 2007. Hans tjänstgöring vid Högkvarteret fortsatte till 2013 och i början av 2010-talet befordrades han också till flottiljamiral. Från 2013 var han militärsakkunnig vid Försvarsdepartementet.
Peter Bager invaldes 2000 som ledamot av Kungliga Örlogsmannasällskapet och 2005 som ledamot av Kungliga Krigsvetenskapsakademien.

## Utmärkelser
- Kungliga Örlogsmannasällskapets förtjänstmedalj i silver (2018)[11]